# Evgeny Postny
Evgeny Postny (Novossibirsk, 3 de juliol de 1981) és un jugador d'escacs israelià, que té el títol de Gran Mestre des de 2002.
A la llista d'Elo de la FIDE del setembre del 2020, hi tenia un Elo de 2600 punts, cosa que en feia el jugador número 7 (en actiu) d'Israel, i 236è del món. El seu màxim Elo va ser de 2678 punts, a la llista de l'octubre de 2008 (posició 49 al rànquing mundial).

## Resultats destacats en competició
El 2001, amb 18 anys, guanyà el Campionat nacional de la joventut d'Israel, obtingué la seva primera norma de GM i s'endugué un premi de 3.200 dòlars.
Al Campionat d'Europa de 2011 fou 5è (15è al desempat) amb 8 punts d'11, a mig punt del campió Vladímir Potkin i obtingué el bitllet per a participar en la Copa del Món de 2011, on fou eliminat a la primera ronda per Peter Heine Nielsen. Dos anys més tard, obtingué de nou un bon resultat al Campionat d'Europa de 2013 amb 7½ punts d'11, i així de nou es classificà per la Copa del Món de 2011 on fou eliminat a la primera ronda per Li Chao.

### Participació en olimpíades d'escacs
Postny ha participat, representant Israel, en tres Olimpíades d'escacs entre els anys 2008 i 2014, amb un resultat de (+23 =11 –7), per un 63,0% de la puntuació. El seu millor resultat el va fer a les Olimpíada del 2012 en puntuar 5½ de 7 (+5 =1 -1), amb el 78,6% de la puntuació, amb una performance de 2739.